# 오를레앙의 처녀

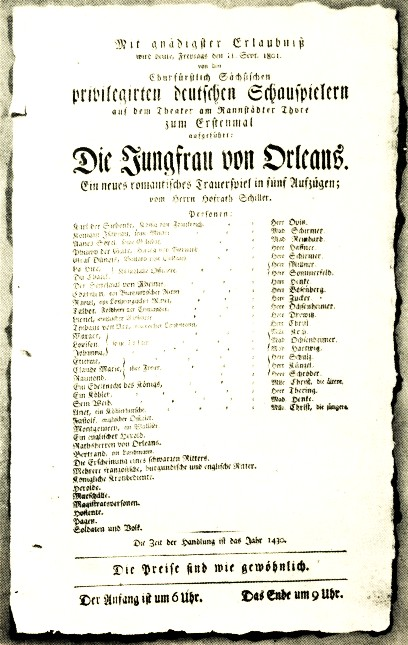

오를레앙의 처녀(Die Jungfrau von Orleans)는 프리드리히 실러의 비극이다. 1801년 라이프치히에서 썼다. 실러의 생전에 가장 자주 공연하던 작품이다.

## 생애
잔 다르크의 삶을 느슨하게 그리고 있다. 프롤로그가 주요 등장인물을 소개하고, 5막에 걸쳐 잔 다르크의 삶에서 중요한 사건들을 풀어낸다.

## 오페라
쥬세페 베르디와 차이콥스키는 이 작품을 오페라로 각색하였다.